# Shape of Despair
Pour leur album, voir Shape of Despair (album).
Shape of Despair est un groupe de funeral doom metal finlandais. Leur musique, qui peut être décrite comme lente, atmosphérique, et froide, utilise de la flûte et du violon, avec de très lentes batteries et des grincements de guitare. La musique de Shape of Despair est quelque chose qui ressemble à Skepticism, mais en plus symphonique et avec une meilleure production. Le groupe est signé chez Season of Mist.

## Biographie
Le groupe est formé en 1995 sous le nom de Raven. Ils publient une première démo intitulée Alone in the Mist. Ils changent par la suite leur nom en septembre 1998. En 2000, ils signent un contrat avec Spikefarm Records et publient leur premier album Shades of.... Le deuxième album du groupe, Angels of Distress, est publié en septembre 2001, et fait participer Pasi Koskinen au chant, et Samu Ruotsalainen à la batterie. Sami Uusitalo se joint à eux en 2002 pour jouer de la basse sur leur troisième album, Illusion's Play. Il est publié en 2004.
En 2005, le groupe publie une compilation intitulée Shape of Despair, qui comprend des chansons inédites, dans des chansons issues de leur démo Alone in the Mist, et une nouvelle chanson intitulée Sleeping Murder, enregistrée en quatre jours aux Sundicoop Studios à Savonlinna, en Finlande. Après cinq ans d'absence, ils publient l'EP Written in My Scars et un split EP avec Before the Rain en 2011.
Leur quatrième album, Monotony Fields, est publié le 15 septembre 2015 par Season of Mist.

## Membres

### Membres actuels
- Henri Koivula - chant (depuis 2011)
- Natalie Koskinen (anciennement Natalie Safrosskin) - chant lyrique (depuis 1998)
- Jarno Salomaa - guitare, claviers (depuis 1998)
- Tomi Ullgren - guitare (depuis 1998), basse en studio (1998–2004)
- Daniel Neagoe - batterie (depuis 2015)
- Sami Uusitalo - basse (depuis 2004)

### Anciens membres
- Pasi Koskinen - chant (2001–2010)
- Toni Mäensivu - chant (1998–2001), batterie (1998-1999)
- Miika « Azhemin » Niemelä - chant (1998)
- Samu Ruotsalainen - batterie (1999–2015)